# Foreigner
A Foreigner 1976-ban New Yorkban alakult angol-amerikai rockegyüttes. Olyan veterán angol zenészek alapították, mint Mick Jones és az ex-King Crimsonos Ian Mcdonald, valamint egy ismeretlen amerikai vokalista Lou Gramm. Az együttes az amerikai dallamos rock avagy arena rock egyik legsikeresebb képviselője. Világszerte több mint 80 millió lemezt adtak el (ebből csak az Egyesült Államokban több mint 37.5 milliót).

## Korai korszak
Jones, Mcdonald, és Gramm mellé csatlakozott Dennis Elliot dobos, Al Greenwood billentyűs valamint Ed Gagliardi basszusgitáros, és felvették az első Foreigner című LP-t. Ennek slágere a Feels Like The First Time és a Cold As Ice. Általuk Gramm kitűnő rockénekesként és Jones melodikus szerzőként emelkedik ki a rock formációk tömegéből. Slágerlistás kislemezek és két újabb LP után Jones 1980-ban visszavonta a csapatot a lemezfelvételtől és a koncertezéstől.

## Fénykor
Mcdonald, Greenwood és Gagliardi távozása után a zenekar négyfőssé alakult. Gagliardi helyét Rick Wills (ex Peter Frampton) vette át. Az új felállás LP-je (4) uralta az  USA albumlistát 1981 telén. A tartós kislemezsikerek az együttes eddigi legeredményesebb évét hozták. Az Urgent és a Waiting For A Girl Like You egyaránt  USA Top5, az utóbbi egyben a zenekar első brit Top20 száma.
A Best Of (1982) után három évnyi telt házas arénaturnék nem termettek lemezt, egészen az Agent Provocateurig. Erről az I Want to Know What Love Is elődei nyomán platinalemez lett.

## Szólókísérletek
1987 óriási szólósikert hozott Grammnek, a Midnight Blue USA Top10, a Ready Or Not LP listaelső. Amikor már Gramm távozásáról lehetett hallani, az Inside Information (1988) igazi meglepetésként hatott, az énekest csak majdnem három év múlva váltotta fel Johnny Edwards.
Edwards bemutatkozása az Unusual Heat LP (1991) volt. Jones továbbra is biztos kézzel tartotta a kormányt. Saját nevét viselő szóló LP-je csúnyán megbukott, világosan megmutatva a gitárosnak hol találhatja meg számítását. Ezalatt Gramm szólistaként sztárrá vált, Long Hard Look LP-jéről (1989) USA Top10 lett a Just Between You And Me.

## "Nem túl sikeres" visszatérés
1991-ben Edwards és Jones újraindította a csapatot és 1991-ben kijött az Unusual Heat LP. A turnén új billentyűsük Mark Rivera lett.
Ez az újraindulás azonban csúnyán megbukott, a Foreigner már csak árnyéka volt régi önmagának. Sok személycsere érte őket 1992-től 1995-ig, Mark Schulman lett az új dobosuk. 1994-ben a Mr.Moonlight lemezzel jelezték ténykedésük, majd az új dobos Ron Wikso lett. 2001-ig gyakorlatilag csak takaréklángon működtek, közben '98-tól 2000-ig Brian Tichy ült a dobok mögött, hogy utána 2002-ig újra Schulmannak adja át a helyét. 2002-től 2003-ig Denny Carmassi is dobolt náluk, majd őt John Bonham (Led Zeppelin) dobos fia Jason Bonham követte. Ez idő alatt a kiadójuk, a Warner kiadta újrakeverve régi lemezeiket, és válogatásokat is kiadtak.

## Újjászületés
Az új évezred újra kedvezett valamelyest a dallamos rockbandáknak így a Foreigner is új erőre kapott. Az USA és Európa turné után nagy sikerrel szerepeltek a Night of the Proms feszten is Németországban. Az 1992-ben újra csatlakozott Gramm 2003 elején ismét szólópályába fogott.
2004-től egy teljesen megújult Foreigner vette kezdetét: a basszusgitáros Jeff Pilson lett (ex Dokken), az új nem mellesleg kitűnő énekes Kelly Hansen (ex Hurricane), a másodgitáros Tom Gimbel, a dobos újra Brian Tichy, míg a szólógitáros továbbra is (a kezdetektől fogva) Jones. Valamint 2008-ban bevettek egy új billentyűst is Michael Bluestein személyében.
Eközben kijött egy koncertlemez és 2007-ben nagyszabású arénaturnéra indultak a Styx és a Def Leppard társaságában. 2007 szeptemberében felléphetek az O2 arénában a Led Zeppelin előtt, akik újra adtak egy koncertet Ahmet Ertegün emlékére. Ezenkívül kijött tőlük egy új antológia-válogatás valamint új számok is készülődnek.
Noha sikerük már nem olyan mint a 80-as években még most is hűséges rajongótáborral rendelkeznek szerte a világon.

## Diszkográfia

### Stúdióalbumok
- 1977 - Foreigner
- 1978 - Double Vision
- 1979 - Head Games
- 1981 - 4
- 1984 - Agent Provocateur
- 1987 - Inside Information
- 1991 - Unusual Heat
- 1994 - Mr. Moonlight
- 2009 - Can't Slow Down

### Koncertfelvételek
- 1993 - Classic Hits Live/Best of Live
- 2006 - Live in '05

### Válogatások
- 1982 - Records
- 1992 - The Very Best of Foreigner
- 1992 - The Very Best... and Beyond
- 1998 - The Best of Ballads - I Want to Know What Love Is
- 1999 - The Platinum Collection
- 2000 - Hot Blooded and Other Hits
- 2000 - Jukebox Heroes: The Foreigner Anthology
- 2002 - Complete Greatest Hits
- 2002 - The Definitive
- 2005 - The Essentials
- 2006 - Extended Versions
- 2006 - The Definitive Collection
- 2007 - The Very Best Of Toto & Foreigner (Toto / Foreigner)
- 2008 - No End in Sight: The Very Best of Foreigner

### DVD
- 2003 - Feels Like the Very First Time: The Foreigner Story
- 2003 - Live At Deer Creek (1993)
- 2004 - All Access Tonight (2002)
- 2007 - Alive & Rockin' (2006)
- 2008 - Soundstage